# Tripospermum myrti
Tripospermum myrti är en svampart som först beskrevs av Lind, och fick sitt nu gällande namn av S. Hughes 1951. Tripospermum myrti ingår i släktet Tripospermum och familjen Capnodiaceae.   Inga underarter finns listade i Catalogue of Life.